# Temeskomját
Temeskomját románul: Comeat, falu Romániában, a Bánságban, Temes megyében.

## Fekvése
Temesvártól északkeletre, Bükkhegy és Temeshódos közt fekvő település.

## Története
Temeskomját, Komeat, a középkorban Arad vármegyéhez tartozott. Nevét 1547-ben említette először oklevél Komját néven, mint az aradi káptalan birtokát. 
1723-1725 között gróf Mercy térképén Dolni Komjet és Gorni Komjet néven volt feltüntetve, ez azt bizonyítja, hogy ekkor szerbek lakták, de 1761-ben már románok lakták. 1771-ben a kincstár 42 német családot telepített ide és részükre templomot is építtetett. Az újonnan telepített helység Lichtenwald nevet kapott. 1782-ben Pottyondy József a kincstártól megvásárolta, az ő idejében azonban a németek elköltöztek innen, mire Pottyondy a templomot istállóvá alakíttatta át, a tornyot lehordatta, és a kövekből magtárt építtetett. 1807-ben Varga József vásárolta meg, kitől Varga Ignáczra szállt. 1862-ben Fedrigony Edstein Alajos és neje vették meg, tőlük 1870-ben Zombori Rónay Mór, Torontál vármegye főispánjára és nejére Fedrigony Luizára, 1885-ben, pedig Zombori Rónay Emilre szállt. 1890-ben újra gazdát cserélt, ekkor Abelesz Zsigmondé lett, majd a 20. század elején Csokán Péter és Ferenc lett a birtokosa.
A trianoni békeszerződés előtt Temes vármegye Lippai járásához tartozott. 1910-ben 530 lakosából 490 román, 33 magyar, 6 német volt. Ebből 477 görög keleti ortodox, 30 római katolikus, 14 görögkatolikus  volt.

## Nevezetességek
- Görög keleti román temploma